# Vila-seca (Òlt)
Vilaseca (occità) o Villesèque (francès) és un municipi francès al departament de l'Òlt (regió d'Occitània).
| 1962                                       | 1968 | 1975 | 1982 | 1990 | 1999 | 2007 |
| ------------------------------------------ | ---- | ---- | ---- | ---- | ---- | ---- |
| 257                                        | 263  | 234  | 276  | 293  | 312  | 374  |
| Des de 1962: població sense dobles comptes |      |      |      |      |      |      |